# Calexico (grup de música)
Calexico és un grup de música estatunidenc d'indie tex-mex, fundat el 1996 a Tucson (Arizona). Els seus dos líders, Joey Burns (vocalista i guitarrista) i John Convertino (bateria) van començar a tocar junts a Los Angeles, en la formació Giant Sand, abans de fundar Calexico. El nom del grup fa referència a Calexico, població de Califòrnia que fa frontera amb Mèxic, i simbòlicament representa el trencament de les barreres geogràfiques. El grup es caracteritza per produir música formalment heterogènia, que va des del folk rock fins a la cúmbia, atès que sovint incorporen elements de la música llatinoamericana. A banda, a l'inici del segle xxi, els membres fundadors de Calexico, Burns i Convertino, van formar el grup ABBC amb un duo francès. El 2022, en la gira de promoció de l'àlbum El Mirador, Calexico va anar a Barcelona i va tocar a la Sala Apolo.

## Discografia

### Àlbums d'estudi
- Superstition Highway (Autoedició, 1995)
- Spoke (Hausmusik, 1997)
- The Black Light (Quarterstick Records, 1998)
- Hot Rail (City Slang, 2000)
- Feast of Wire (Labels i City Slang, 2003)
- Garden Ruin (Quarterstick Records, 2006)
- Carried to Dust (Quarterstick Records, 2008)
- Algiers (City Slang, 2012)
- Spiritoso (City Slang, 2012)
- Edge of the Sun (City Slang, 2015)
- The Thread That Keeps Us (City Slang, 2018)
- Years to Burn (amb Iron & Wine) (Sub Pop, 2019)
- Seasonal Shift (City Slang, 2020)
- El Mirador (City Slang, 2022)

### Altres àlbums
- 99 Road Map (Our Soil, Our Strength, 1999)
- Travelall (Our Soil, Our Strength, 2000)
- Aerocalexico (Our Soil, Our Strength, 2001)
- Scraping (Our Soil, Our Strength, 2002)
- The Book and The Canal (Our Soil, Our Strength, 2005)
- Tool Box (Our Soil, Our Strength, 2007)

### EPs
- El Morro (Sweet Mistakes Productions, 1999)
- Even My Sure Things Fall Through (Quarterstick Records, 2001)
- Black Heart (Labels i City Slang, 2004)
- Convict Pool (Quarterstick Records, 2004)
- In the Reins (amb Iron & Wine) (Overcoat Recordings, 2005)
- Maybe On Monday (Our Soil, Our Strength, 2013)

### Bandes sonores
- Circo - A Soundtrack By Calexico (Our Soil, Our Strength, 2010)
- The Guard Original Soundtrack (Pale Blue Ltd, 2011)